# Malacoptila
A Malacoptila a madarak (Aves) osztályának harkályalakúak (Piciformes) rendjébe, ezen belül a bukkófélék (Bucconidae) családjába tartozó nem.

## Rendszerezésük
A nemet George Robert Gray angol zoológus 1841-ben, az alábbi 7 faj tartozik ide:
- Malacoptila fulvogularis
- bajszos bukkó (Malacoptila panamensis)
- Malacoptila mystacalis
- Malacoptila striata
- Malacoptila rufa
- Malacoptila fusca
- Malacoptila semicincta

## Előfordulásuk
Egy faj Mexikóban és Közép-Amerikában, a többi Dél-Amerikában honos. Természetes élőhelyeik a szubtrópusi és trópusi síkvidéki és hegyi esőerdő, erdők és szavannák, valamint emberi környezet.

## Megjelenésük
Testhosszuk 18-23 centiméter körüli.